# Communauté d'agglomération de Clichy-sous-Bois Montfermeil
La Communauté d'agglomération de Clichy-sous-Bois / Montfermeil est une ancienne communauté d'agglomération française créée au 1er janvier 1998, située dans le département de la Seine-Saint-Denis (93) et la région Île-de-France. 
Dans le cadre de la mise en œuvre de la métropole du Grand Paris, elle est supprimée le 31 décembre 2015 et ses communes intégrées dans l'établissement public territorial Grand Paris - Grand Est.

## Histoire
La communauté de communes, créée le 22 décembre 1997 a été mise en place spécifiquement pour mettre en œuvre la politique de la ville sur les deux communes. Avant cette création, les deux communes avaient déjà développé des projets communs : un SIVOM créé en 1961, un grand projet urbain (1994-1999) et un programme européen PIC URBAN. La vocation principale de la communauté de communes était le développement d'une zone franche urbaine (ZFU).
Elle s'est transformée en communauté d'agglomération le 1er janvier 2001.
La communauté d'agglomération était membre du syndicat mixte Paris Métropole depuis le 30 avril 2009.
Dans le cadre de la mise en place de la métropole du Grand Paris, la loi portant nouvelle organisation territoriale de la République du 7 août 2015 (Loi NOTRe) prévoit la création d'établissements publics territoriaux (EPT), qui regroupent l'ensemble des communes de la métropole à l'exception de Paris, et assurent des fonctions de proximité en matière de politique de la ville, d'équipements culturels, socioculturels, socio-éducatifs et sportifs, d'eau et assainissement, de gestion des déchets ménagers et d'action sociale. Les EPT exercent également les compétences que les communes avaient transférées aux intercommunalités supprimées.
L'EPT Grand Paris - Grand Est créé par un décret du 11 décembre 2015 supprime la communauté d'agglomération, et reprend ses compétences au profit des deux communes de Clichy et de Montfermeil.

## Territoire communautaire

### Géographie
Situées à l’est de la Seine Saint Denis, Clichy-sous-Bois (3,95 km² dont 1,1 km² de bois, 29 835 habitants au recensement de 2011) et Montfermeil (5,45 km², 25 963 habitants en 2011) occupent respectivement le haut et les dévers Nord et Sud d’un plateau bordé par la forêt de Bondy, à environ 15 kilomètres de Paris, de Roissy et de Marne-la-Vallée.
Jusqu’à la fin du XIXe siècle, Clichy formait un petit village de 250 habitants, implanté au cœur de la forêt de Bondy. En 1954, Clichy-sous-Bois comptait 5 000 habitants. Au début du siècle, Montfermeil était encore un bourg rural de moins de  2 000 habitants. Dans les années 1920, une grande partie de la commune a été lotie en même temps que de nombreuses communes avoisinantes. Les quartiers de lotissements pavillonnaires des Coudreaux et de Franceville datent de cette époque, avec une desserte par le tramway du Raincy à Montfermeil (démonté en 1938) depuis la gare du Raincy. Comme Clichy-sous-Bois, Montfermeil connaît dès le début des années 1960, un développement urbain très soutenu, notamment avec la création de la cité des Bosquets, au détriment de la forêt de Bondy.
La logique d’ensemble reposait sur la construction d’une autoroute (A87) destinée à faciliter l’accès aux principales zones d’emploi. Ce projet majeur et fortement structurant, en partie déjà réalisé, a été abandonné en 1985 au profit de la Francilienne. Le site s’est trouvé devant des difficultés croissantes : les constructions ont été peu entretenues, le recouvrement des charges des copropriétés se fait mal, ce qui conduit à des dettes élevées (3,35 M€ en 1997, 4,57 M€ en 2000, pour la cité des Bosquets à Montfermeil).
L’urbanisation de type « ZUP », avec barres et tours distribuées autour de terrains réservés à la voie de desserte routière prévue, a laissé de larges emprises inoccupées. Clichy a ainsi connu, pendant de nombreuses années, un tissu urbain déstructuré, sans véritable centre ville ; Montfermeil voyait se créer un fort déséquilibre social, économique et urbain entre une aire exceptionnellement dense et un tissu pavillonnaire issu de lotissements des années trente.
La caractéristique majeure du parc de logements est d’être constitué, en grande partie, de copropriétés privées. L’action publique en vue du remembrement foncier est, de ce fait, en présence d’interlocuteurs multiples, souvent fragiles économiquement. Malgré les opérations foncières entreprises, les copropriétés privées représentent encore 46 % des logements à Clichy (dont 28 % pour le Bas Clichy) et 10 % à Montfermeil (dont les 9/10 dans la cité des Bosquets).
L’habitat « social » de droit ou de fait (copropriétés et HLM) représente 2 816 logements à Clichy-sous-Bois, soit 35 % du parc de logements de la commune. À Montfermeil, à la suite des démolitions entreprises, cette proportion est descendue à 22 %. Les taux de vacances de ces logements sont élevés : 
- 8,1 % à Clichy
- 9,9 % à Montfermeil,

pour seulement 3,7 % en moyenne départementale. 
Les taux de rotation sont élevés et en augmentation : 
- à Clichy, ce taux est passé de 9,7 % en 1994 à 11,8 % en 1997 ;
- à Montfermeil, il était de 8,6 % en 1994, il a atteint 16,5 % en 1997, pour revenir à 10,8 % en 1998.

À titre de comparaison, la moyenne départementale était de 7,7 % en 1994 et de 10 % en 1997.
Enfin, la faiblesse des accès constitue un handicap des plus criants : alors qu’il faut environ une heure, par les transports en commun, pour se rendre du centre de Paris à celui de Lille ou d’Orléans, il faut compter plus d’1h30 de Paris à Clichy-sous-Bois ou Montfermeil, car les bus qui desservent les gares sont lents et leurs tracés inefficaces.
Néanmoins, la liaison vers Paris doit être considérée comme privilégiée, puisqu'on ne peut même pas envisager d'aller en transports en commun à la zone aéroportuaire de Roissy ou à Marne-la-Vallée, qui sont pourtant d'importants pôles d'emploi !

### Composition
La communauté d'agglomération était constituée des deux communes de : 
- Clichy-sous-Bois ;
- Montfermeil.

### Données démographiques et économiques
L’ensemble des deux communes représentait environ 53 600 habitants en 2008. La population a doublé en moins de trente ans, la tranche d’âge des moins de 25 ans représentant 47 % de la population totale à Clichy-sous-Bois, 43 % à Montfermeil et jusqu’à 50 % dans la cité des Bosquets, pour une moyenne de 36 % dans le département. 
Les deux communes doivent, de ce fait, assurer la construction et l’entretien d’équipements pour une population d’âge scolaire très nombreuse, avec des ressources propres très basses. 
A Montfermeil, les populations en difficulté se trouvent groupées sur un seul quartier de la ville (la cité des Bosquets), alors qu’à Clichy les difficultés sont disséminées à plusieurs endroits de la ville. En outre, à Clichy-sous-Bois, le phénomène de rotation est très élevé (49 % entre deux recensements, pour une moyenne de 36 % dans le département). Les familles dont le sort s’améliore quittent les deux communes, ce qui maintient la tendance à la paupérisation.
Le tissu économique des deux communes est peu dense. Aucune grande entreprise n’est installée sur leur territoire. Les trois premiers employeurs de Montfermeil sont des organismes publics : 
- l’hôpital intercommunal,
- la mairie
- et la maison de retraite des Ormes.

En 1990, les taux de chômage étaient déjà parmi les plus élevés du département : 
- 14,7 % à Clichy (23 % pour les moins de 25 ans)
- 11,3 % à Montfermeil (24 % pour les moins de 25 ans).

Cette situation a encore empiré puisqu’en 1998 les taux de chômage atteignaient à 19,7 % à Clichy et 15,3 % à Montfermeil (25 % dans la cité des Bosquets), pour une moyenne de 14,5 % en Seine-Saint-Denis et 10,3 % en Ile-de-France.
Cette situation explique la faiblesse des recettes liées à la taxe professionnelle, malgré des taux élevés. Les deux communes sont parmi les plus pauvres du département. La convention-cadre du contrat de ville 2000-2006 évalue le potentiel fiscal de Clichy à 311 €/habitant et celui de Montfermeil à 381 €/habitant. À titre de comparaison, la moyenne des communes de plus de 10 000 habitants en Ile-de-France est de 823 €...

## Organisation et compétences

### Les élus
Le conseil communautaire se compose de 24 membres titulaires, à raison de 12 délégués pour chacune des communes membres.

### Liste des présidents
| Période                                  | Période           | Identité      | Étiquette | Qualité                                                              |
| ---------------------------------------- | ----------------- | ------------- | --------- | -------------------------------------------------------------------- |
| Les données manquantes sont à compléter. |                   |               |           |                                                                      |
| avril 2014                               | .31 décembre 2015 | Olivier Klein |           | Professeur de sciences physiques Maire de Clichy-sous-Bois (2011 → ) |

### Compétences
La communauté exerçait les compétences qui lui avaient été déléguées par les communes membres, conformément aux dispositions de l'article L 5216-5 du Code général des collectivités territoriales :
- Des compétences obligatoires : 
  - le développement économique,
  - l'aménagement de l'espace communautaire,
  - l'équilibre social de l'habitat sur le territoire communautaire,
  - la politique de la ville dont : 
    - les dispositifs contractuels ;
    - la Maison des Services Publics ;
    - la politique de l'emploi ;
    - de la formation et de l'insertion professionnelle ;
    - la Maison de Justice et du Droit
- Des compétences optionnelles définies lors de l'élaboration des statuts :
  - la création, l'aménagement et l'entretien de la voirie d'intérêt communautaire
  - l'assainissement et l'eau
- Des Compétences facultatives : 
  - la délégation de service public de la restauration collective, essentiellement scolaire, sur l'ensemble du territoire communautaire
  - Des Compétences relatives au droit de préemption urbain

### Régime fiscal et budget
L'intercommunalité fut la première structure à fiscalité propre instaurée en petite couronne et adopta la taxe professionnelle (TPU) unique – devenue fiscalité professionnelle unique (FPU) – dès sa création.